# Vukinavanua
Vukinavanua je bio fidžijanski poglavica koji je vladao ostrvom zvanim Najau.
Njegov je otac bio poglavica Maseikula, koji je bio sin poglavice Mbuivaroroa i gospe Tarau. Vukinavanua je imao brata zvanog Vakaoti, čija je titula bila Sau Mai.
Nakon očeve smrti, Vukinavanua je zavladao ostrvom. Oženio se i dobio troje dece:
- gospa Lembaidrani
- gospa Dabata
- princ Ravonoloa

Kad je bio veoma star, Vukinavanua je predao vlast Rasolu, koji je bio sin poglavice Niumataivalua sa ostrva Lakembe.